# Пауль Габерт
Пауль Габерт (нім. Paul Gabert; 13 квітня 1913, Цайц — 18 грудня 1993) — німецький офіцер-підводник, капітан-лейтенант крігсмаріне. 

## Біографія
1 липня 1933 року вступив на флот. З липня 1939 року — інструктор на лінкорі «Сілезія». В серпні-вересні 1940 року служив в морському автомобільному дивізіоні у Вільгельмсгафені. З липня 1941 року служив на легкому крейсері «Емден».
З 28 березня по 25 вересня 1943 року пройшов курс підводника, з 26 вересня по 17 жовтня — командирську практику як додатковий вахтовий офіцер на підводному човні U-965, 18-31 жовтня — курс позиціонування (радіовимірювання), з 1 листопада 1943 по 31 січня 1944 року — курс командира підводного човна, після чого був направлений на будівництво U-1210. З 22 квітня 1944 року — командир U-1210. 3 травня 1945 року човен був потоплений внаслідок американського бомбардування Екернферде. 8 травня 1945 року взятий в полон британськими військами. 1 липня 1945 року звільнений.

## Звання
- Рекрут (1 липня 1933)
- Оберматрос (1 жовтня 1934)
- Штабсматрос (1 жовтня 1935)
- Боцманмат (1 червня 1936)
- Обербоцманмат (1 червня 1938)
- Оберфельдфебель (1 квітня 1939)
- Оберфенріх-цур-зее (1 липня 1941)
- Лейтенант-цур-зее (1 жовтня 1941)
- Оберлейтенант-цур-зее (1 жовтня 1942)
- Капітан-лейтенант (1 квітня 1945)

## Нагороди
- Медаль «За вислугу років у Вермахті» 4-го класу (4 роки)
- Залізний хрест 2-го класу (6 жовтня 1939)
- Нагрудний знак флоту (5 січня 1943)